# Lavis
Lavis är en ort och kommun i provinsen Trento i regionen Trentino-Sydtyrolen i Italien. Kommunen hade 9 032 invånare (2018).